# Tribler
Tribler è un client BitTorrent serverless e anonimo sviluppato dall'Università tecnica di Delft e rilasciato come software libero con licenza LGPL.

## Caratteristiche
Le caratteristiche principali del client sono:
- BitTorrent, principale protocollo per il file sharing basato su P2P
- Serverless, ovvero non è necessaria la presenza di un server centrale in quanto la ricerca dei file viene eseguita propagandolo tale ricerca sulla rete P2P creata dall'insieme dei client. Ciò comporta sia che la ricerca dei file venga fatta direttamente all'interno del client, sia che vengono resi totalmente inefficaci i tentativi di censura che si basano sul blocco dei siti come The Pirate Bay.
- Anonimato, basato su un'implementazione modificata di Tor.[3]